# Municipio de Des Moines (condado de Polk)
El municipio de Des Moines (en inglés: Des Moines Township) es un municipio ubicado en el condado de Polk en el estado estadounidense de Iowa. En el año 2010 tenía una población de 98631 habitantes y una densidad poblacional de 1.293,58 personas por km².

## Geografía
El municipio de Des Moines se encuentra ubicado en las coordenadas 41°35′32″N 93°39′27″O / 41.59222, -93.65750. Según la Oficina del Censo de los Estados Unidos, el municipio tiene una superficie total de 76.25 km², de la cual 74.04 km² corresponden a tierra firme y (2.89%) 2.2 km² es agua.

## Demografía
Según el censo de 2010, había 98631 personas residiendo en el municipio de Des Moines. La densidad de población era de 1.293,58 hab./km². De los 98631 habitantes, el municipio de Des Moines estaba compuesto por el 76.12% blancos, el 11.96% eran afroamericanos, el 0.44% eran amerindios, el 4.22% eran asiáticos, el 0.09% eran isleños del Pacífico, el 3.88% eran de otras razas y el 3.29% pertenecían a dos o más razas. Del total de la población el 9.22% eran hispanos o latinos de cualquier raza.